# Rugiloricus
Rugiloricus là một chi của ngành Loricifera và họ Pliciloricidae, được mô tả Higgins & Kristensen vào năm 1986.